# Helmut Peine
Helmut Peine (auch Helmuth Peine; * 5. Mai 1902 in Magdeburg; † 28. August 1970 in Düsseldorf) war ein deutscher Schauspieler, der in mindestens 16 in Deutschland produzierten Spielfilmen mitgewirkt hat.
Umfangreich ist auch seine Hörspiel-Tätigkeit im Tonrundfunk. Er betätigte sich auch als Synchronsprecher. 1961 spielte er die Titelrolle in der Krimireihe Inspektor Hornleigh greift ein…. Peine wirkte zudem in vier Folgen der Fernseh-Krimireihe Stahlnetz mit.

## Filmografie (Auswahl)
- 1950: Nur eine Nacht
- 1951: Das gestohlene Jahr
- 1951: Professor Nachtfalter
- 1951: Sensation in San Remo
- 1952: Gift im Zoo
- 1953: Das Nachtgespenst
- 1955: Unternehmen Schlafsack
- 1957: Made in Germany – Ein Leben für Zeiss
- 1958: Schmutziger Engel
- 1958: 13 kleine Esel und der Sonnenhof
- 1958: Stahlnetz: Mordfall Oberhausen
- 1958: Stahlnetz: Bankraub in Köln
- 1958: Stahlnetz: Das zwölfte Messer
- 1959: Verbrechen nach Schulschluß
- 1961: Der Transport
- 1961: Inspektor Hornleigh greift ein… (Fernsehserie, vier Folgen)
- 1964: Stahlnetz: Rehe
- 1965: Schüsse aus dem Geigenkasten
- 1965: Francis Durbridge – Die Schlüssel
- 1965: Nachtfahrt
- 1966: Die Ermittlung
- 1966: Sie schreiben mit: Die Annonce
- 1967: Sherlock Holmes (Fernsehserie, 1967): Die Liga der Rothaarigen
- 1969: Goya

## Synchronarbeiten
- 1953: Kenneth More als Robert Claverhouse in Die feurige Isabella

## Hörspiele (Auswahl)
- 1949: Hans Egon Gerlach: Goethe erzählt sein Leben (Teile 4, 7, 9, 10 und 16) – Titelrolle und Regie: Mathias Wieman (Hörbild – NWDR Hamburg)
- 1953: Just Scheu, Ernst Nebhut: Ein Engel namens Schmitt (Dr. Zoll, Arzt) – Regie: Otto Kurth (Hörspielbearbeitung – NWDR)
- 1954: Dylan Thomas: Unter dem Milchwald (Orgel-Morgan) – Regie: Fritz Schröder-Jahn (Original-Hörspiel – NWDR Hamburg)
- 1964: Otto Heinrich Kühner: Die Übungspatrone (Nebenmann) – Regie: Otto Kurth (Hörspiel – SR/BR)
- 1964: Ernst Hall: Glocken des Todes (6 Teile) – Regie: Rolf von Goth (Kriminalhörspiel – WDR)
- 1968: Arthur Sellings: In Vertretung... (Staatspräsident) – Regie: Hans Gerd Krogmann (WDR)
- 1969: Norbert Buqué: Vier schwarze Seelen – Regie: Günter Siebert (Kriminalhörspiel – RB)